# Коле Умберто
Коле Умберто (итал. Colle Umberto) је насеље у Италији у округу Тревизо, региону Венето.
Према процени из 2011. у насељу је живело 1233 становника. Насеље се налази на надморској висини од 129 м.

## Становништво
| 1931. | 1936. | 1951. | 1961. | 1971. | 1981. | 1991. | 2001. | 2011. |
| ----- | ----- | ----- | ----- | ----- | ----- | ----- | ----- | ----- |
| 3.482 | 3.426 | 3.589 | 3.390 | 3.729 | 4.046 | 4.369 | 4.572 | 5.177 |